# 존과 제임스
존과 제임스는 게임이다. 2004년 작업을 시작했고 2008년 1월 24일 나왔다. 핸드폰용으로 2009년 8월 중순쯤에 나왔다.

## 등장인물
- 존
- 제임스
- 엘리
- 베이컨
- 옥시
- 윌
- 에드
- 커비

## 게임 플레이
캐릭터를 왼쪽 상단 조이스틱으로 움직여 얻은 아이템으로 문을 열고 철조망을 부수고 몬스터를 무찔러 탈출해야 합니다.

### 요소
- 캐릭터 주요아이템

존:철 검

제임스:곡괭이

베이컨:과도

옥시:그래플 건

에드:샷건

토우:구리 막대사탕 조각상

엘리:주사기

커비:컴퓨터